# 익산시의 국회의원

## 행정구역 변천
- 1945년 8월 15일 전라북도 익산군
- 1947년 4월 1일 익산군 이리읍이 이리부로 승격
- 1949년 8월 15일 이리부가 이리시로 개칭
- 1963년 1월 1일 익산군 황화면이 충남 논산군에 편입
- 1974년 7월 1일 익산군 북일면이 이리시에 편입
- 1983년 2월 15일 익산군 팔봉면이 이리시에 편입
- 1986년 4월 1일 익산군 용안면이 용동면으로 분면
- 1995년 5월 10일 이리시와 익산군이 통합하여 익산시 설치

## 익산시의 역대 국회의원 일람
| 대수         | 이름           | 소속정당       | 임기                               | 선거구역 |
| ------------ | -------------- | -------------- | ---------------------------------- | --- |
| 제1대        | 배헌(裴憲)     | 무소속         | 1948년 5월 31일 - 1950년 5월 30일  | 이리부 일원 |
| 제1대        | 백형남(白亨南) | 대동청년단     | 1948년 5월 31일 - 1950년 5월 30일  | 익산군 갑: 오산면 북일면 황등면 금마면 왕궁면 춘포면 팔봉면 삼기면                                                                           |
| 제1대        | 이문원(李文源) | 무소속         | 1948년 5월 31일 - 1950년 5월 30일  | 익산군 을: 함라면 웅포면 성당면 용안면 함열면 낭산면 망성면 황화면 여산면                                                                    |
| 제2대        | 이춘기(李春基) | 무소속         | 1950년 5월 31일 - 1954년 5월 30일  | 이리시 일원 |
| 제2대        | 소선규(蘇宣奎) | 민주국민당     | 1950년 5월 31일 - 1954년 5월 30일  | 익산군 갑: 오산면 북일면 황등면 금마면 왕궁면 팔봉동 삼기면                                                                                  |
| 제2대        | 윤택중(尹宅重) | 민주국민당     | 1950년 5월 31일 - 1954년 5월 30일  | 익산군 을: 함라면 웅포면 성당면 용안면 함열면 낭산면 망산면 황화면 여산면                                                                    |
| 제3대        | 김춘호(金春鎬) | 자유당         | 1954년 5월 31일 - 1958년 5월 30일  | 이리시 일원 |
| 제3대        | 소선규(蘇宣奎) | 민주국민당     | 1954년 5월 31일 - 1958년 5월 30일  | 익산군 갑: 오산면 북일면 황등면 금마면 왕궁면 팔봉동 삼기면                                                                                  |
| 제3대        | 강세형(姜世馨) | 무소속         | 1954년 5월 31일 - 1958년 5월 30일  | 익산군 을: 함라면 웅포면 성당면 용안면 함열면 낭산면 망산면 황화면 여산면                                                                    |
| 제4대        | 김원중(金元中) | 자유당         | 1958년 5월 31일 - 1960년 7월 28일  | 이리시 일원 |
| 제4대        | 김형섭(金炯燮) | 자유당         | 1958년 5월 31일 - 1960년 7월 28일  | 익산군 갑: 오산면 북일면 황등면 금마면 왕궁면 춘포면 팔봉면 삼기면                                                                           |
| 제4대        | 윤택중(尹宅重) | 민주당         | 1958년 5월 31일 - 1960년 7월 28일  | 익산군 을: 함라면 웅포면 성당면 용안면 함열면 낭산면 망성면 황화면 여산면                                                                    |
| 제5대 민의원 | 이춘기(李春基) | 민주당         | 1960년 7월 29일 - 1961년 5월 16일  | 이리시 일원 |
| 제5대 민의원 | 조규완(曺圭琬) | 민주당         | 1960년 7월 29일 - 1961년 5월 16일  | 익산군 갑: 오산면 북일면 황등면 금마면 왕궁면 춘포면 팔봉면 삼기면                                                                           |
| 제5대 민의원 | 윤택중(尹宅重) | 민주당         | 1960년 7월 29일 - 1961년 5월 16일  | 익산군 을: 함라면 웅포면 성당면 용안면 함열면 낭산면 망성면 황화면 여산면                                                                    |
| 제6대        | 김성철(金聲喆) | 민주공화당     | 1963년 12월 17일 - 1967년 6월 30일 | 이리시·익산군 일원(제3선거구) |
| 제7대        | 김성철(金聲喆) | 민주공화당     | 1967년 7월 1일 - 1961년 6월 30일   | 이리시·익산군 일원(제3선거구) |
| 제8대        | 김현기(金顯基) | 신민당         | 1971년 7월 1일 - 1972년 10월 17일  | 이리시·익산군 일원(제3선거구) |
| 제9대        | 채영철(蔡榮喆) | 민주공화당     | 1973년 3월 12일 - 1979년 3월 11일  | 군산시·옥구군·이리시·익산군 일원(제2선거구)                                                                                                  |
| 제9대        | 김현기(金顯基) | 신민당         | 1973년 3월 12일 - 1979년 3월 11일  | 군산시·옥구군·이리시·익산군 일원(제2선거구)                                                                                                  |
| 제10대       | 김현기(金顯基) | 신민당         | 1979년 3월 12일 - 1980년 10월 27일 | 군산시·옥구군·이리시·익산군 일원(제2선거구)                                                                                                  |
| 제10대       | 채영철(蔡榮喆) | 민주공화당     | 1979년 3월 12일 - 1980년 10월 27일 | 군산시·옥구군·이리시·익산군 일원(제2선거구)                                                                                                  |
| 제11대       | 문병량(文炳良) | 민주정의당     | 1981년 4월 11일 - 1985년 4월 11일  | 이리시·익산군 일원(제3선거구) |
| 제11대       | 박병일(朴炳一) | 민주한국당     | 1981년 4월 11일 - 1985년 4월 11일  | 이리시·익산군 일원(제3선거구) |
| 제12대       | 김득수(金得洙) | 한국국민당     | 1985년 4월 11일 - 1988년 5월 29일  | 이리시·익산군 일원(제3선거구) |
| 제12대       | 조남조(趙南照) | 민주정의당     | 1985년 4월 11일 - 1988년 5월 29일  | 이리시·익산군 일원(제3선거구) |
| 제13대       | 이협(李協)     | 평화민주당     | 1988년 5월 30일 - 1992년 5월 29일  | 이리시 일원 |
| 제13대       | 김득수(金得洙) | 평화민주당     | 1988년 5월 30일 - 1992년 5월 29일  | 익산군 일원 |
| 제14대       | 이협(李協)     | 민주당         | 1992년 5월 30일 - 1996년 5월 29일  | 이리시 일원 |
| 제14대       | 최재승(崔在昇) | 민주당         | 1992년 5월 30일 - 1996년 5월 29일  | 익산군 일원 |
| 제15대       | 최재승(崔在昇) | 새정치국민회의 | 1996년 5월 30일 - 2000년 5월 29일  | 익산시 갑: 함열읍 오산면 황등면 함라면 웅포면 성당면 용안면 용동면 창인동 중앙동 평화동 남중1가동 남중2가동 모현동 송학동 본천동 계문동 신동 |
| 제15대       | 이협(李協)     | 새정치국민회의 | 1996년 5월 30일 - 2000년 5월 29일  | 익산시 을: 낭산면 망성면 여산면 금마면 옥관면 춘포면 삼기면 갈산동 주현동 인화동 동산동 마동 북일동 신흥동 팔봉동 삼성동                     |
| 제16대       | 이협(李協)     | 새천년민주당   | 2000년 5월 30일 - 2004년 5월 29일  | 익산시 일원 |
| 제17대       | 한병도(韓秉道) | 열린우리당     | 2004년 5월 30일 - 2008년 5월 29일  | 익산시 갑: 함열읍 오산면 황등면 함라면 웅포면 성당면 용안면 용동면 중앙동 평화동 남중동 모현동 송학동 신동 인화동 마동                       |
| 제17대       | 조배숙(趙培淑) | 열린우리당     | 2004년 5월 30일 - 2008년 5월 29일  | 익산시 을: 낭산면 망성면 여산면 금마면 왕궁면 춘포면 삼기면 동산동 영등1동 영등2동 어양동 팔봉동 삼성동                                      |
| 제18대       | 이춘석(李春錫) | 통합민주당     | 2008년 5월 30일 - 2012년 5월 29일  | 익산시 갑: 함열읍 오산면 황등면 함라면 웅포면 성당면 용안면 용동면 중앙동 평화동 남중동 모현동 송학동 신동 인화동 마동                       |
| 제18대       | 조배숙(趙培淑) | 통합민주당     | 2008년 5월 30일 - 2012년 5월 29일  | 익산시 을: 낭산면 망성면 여산면 금마면 왕궁면 춘포면 삼기면 동산동 영등1동 영등2동 어양동 팔봉동 삼성동                                      |
| 제19대       | 이춘석(李春錫) | 민주통합당     | 2012년 5월 30일 - 2016년 5월 29일  | 익산시 갑: 함열읍 오산면 황등면 함라면 웅포면 성당면 용안면 용동면 중앙동 평화동 남중동 모현동 송학동 신동 인화동 마동                       |
| 제19대       | 전정희(全正姬) | 민주통합당     | 2012년 5월 30일 - 2016년 5월 29일  | 익산시 을: 낭산면 망성면 여산면 금마면 왕궁면 춘포면 삼기면 동산동 영등1동 영등2동 어양동 팔봉동 삼성동                                      |
| 제20대       | 이춘석(李春錫) | 더불어민주당   | 2016년 5월 30일 - 2020년 5월 29일  | 익산시 갑: 함열읍 오산면 황등면 함라면 웅포면 성당면 용안면 용동면 중앙동 평화동 남중동 모현동 송학동 신동 인화동 마동                       |
| 제20대       | 조배숙(趙培淑) | 국민의당       | 2016년 5월 30일 - 2020년 5월 29일  | 익산시 을: 낭산면 망성면 여산면 금마면 왕궁면 춘포면 삼기면 동산동 영등1동 영등2동 어양동 팔봉동 삼성동                                      |
| 제21대       | 김수흥(金洙興) | 더불어민주당   | 2020년 5월 30일 - 2024년 5월 29일  | 익산시 갑: 함열읍 오산면 황등면 함라면 웅포면 성당면 용안면 용동면 중앙동 평화동 남중동 모현동 송학동 신동 인화동 마동                       |
| 제21대       | 한병도(韓秉道) | 더불어민주당   | 2020년 5월 30일 - 2024년 5월 29일  | 익산시 을: 낭산면 망성면 여산면 금마면 왕궁면 춘포면 삼기면 동산동 영등1동 영등2동 어양동 팔봉동 삼성동                                      |
| 제22대       | 이춘석(李春錫) | 더불어민주당   | 2024년 5월 30일 -                  | 익산시 갑: 함열읍 오산면 황등면 함라면 웅포면 성당면 용안면 용동면 중앙동 평화동 남중동 모현동 송학동 신동 인화동 마동                       |
| 제22대       | 한병도(韓秉道) | 더불어민주당   | 2024년 5월 30일 -                  | 익산시 을: 낭산면 망성면 여산면 금마면 왕궁면 춘포면 삼기면 동산동 영등1동 영등2동 어양동 팔봉동 삼성동                                      |

## 같이 보기
- 이리시 (1988년 선거구)
- 익산군 (선거구)
- 익산시 갑
- 익산시 을
- 전주시의 국회의원
- 군산시의 국회의원
- 김제시의 국회의원
- 정읍시의 국회의원
- 고창군의 국회의원
- 부안군의 국회의원